# 堅果玉螺
堅果玉螺（学名：Polinices nux）为玉螺科無臍玉螺屬下的一个种。